# Europamesterskaberne i amatørboksning 1961
Europamesterskaberne i amatørboksning 1961 blev afviklet fra den 3. til den 10. juni 1961 i Beograd i Jugoslavien. Det var 14 gang, der blev afholdt EM for amatørboksere. Turneringen blev arrangeret af den europæiske amatørbokseorganisation EABA. Der deltog 146 boksere fra 21 lande.
Bedste nation blev Sovjetunionen med 5 guldmedaljer og 3 sølvmedaljer i de 10 vægtklasser.
Ingen danskere deltog.

## Medaljevindere
| Event                           | Guld                           | Sølv                             | Bronze                                                   |
| ------------------------------- | ------------------------------ | -------------------------------- | -------------------------------------------------------- |
| Fluevægt (– 51 kilogram)        | Paolo Vacca Italien            | Vladimir Stolnikov Sovjetunionen | Otto Babiasch DDR Fritz Chervet Schweiz                  |
| Bantamvægt (– 54 kilogram)      | Sergej Sivko Sovjetunionen     | Piotr Gutman Polen               | Nicolae Puiu Rumænien Primo Zamparini Italien            |
| Fjervægt (– 57 kilogram)        | Francis Taylor England         | Aleksej Zasukhin Sovjetunionen   | Constantin Georghiu Rumænien Karl-Heinz Schulz DDR       |
| Letvægt (– 60 kilogram)         | Richard McTaggart Skotland     | Petar Benedek Jugoslavien        | János Kajdi Ungarn Paul Warwick England                  |
| Letweltervægt (– 63.5 kilogram) | Aloizs Tumiņš Sovjetunionen    | Ljubiša Mehović Jugoslavien      | Pierre Cosentino Italien Marian Kasprzyk Polen           |
| Weltervægt (– 67 kilogram)      | Ričardas Tamulis Sovjetunionen | Max Meier Schweiz                | Jean Josselin Frankrig Ian McKenzie Skotland             |
| Letmellemvægt (– 71 kilogram)   | Boris Lagutin Sovjetunionen    | Hans-Dieter Neidel DDR           | Virgil Badea Rumænien Eric Schichta Vesttyskland         |
| Mellemvægt (– 75 kilogram)      | Tadeusz Walasek Polen          | Jevgenij Feofanov Sovjetunionen  | Franz Frauenlob Østrig Dragoslav Jakovljevic Jugoslavien |
| Letsværvægt (– 81 kilogram)     | Giulio Saraudi Italien         | Gheorghe Negrea Rumænien         | Jack Bodell England Zdzisław Józefowicz Polen            |
| Sværvægt (+ 81 kilograms)       | Andrey Abramov Sovjetunionen   | Benito Penna Italien             | Zbigniew Gugniewicz Polen Günter Siegmund DDR            |

## Medaljetabel
| Rank               | Nation              | Guld | Sølv | Bronze | Total |
| ------------------ | ------------------- | ---- | ---- | ------ | ----- |
| 1                  | Sovjetunionen (URS) | 5    | 3    | 0      | 8     |
| 2                  | Italien (ITA)       | 2    | 1    | 2      | 5     |
| 3                  | Polen (POL)         | 1    | 1    | 3      | 5     |
| 4                  | England (ENG)       | 1    | 0    | 2      | 3     |
| 5                  | Skotland (SCO)      | 1    | 0    | 1      | 2     |
| 6                  | Jugoslavien (YUG)*  | 0    | 2    | 1      | 3     |
| 7                  | DDR (GDR)           | 0    | 1    | 3      | 4     |
| 7                  | Rumænien (ROU)      | 0    | 1    | 3      | 4     |
| 9                  | Schweiz (SUI)       | 0    | 1    | 1      | 2     |
| 10                 | Frankrig (FRA)      | 0    | 0    | 1      | 1     |
| 10                 | Ungarn (HUN)        | 0    | 0    | 1      | 1     |
| 10                 | Vesttyskland (FRG)  | 0    | 0    | 1      | 1     |
| 10                 | Østrig (AUT)        | 0    | 0    | 1      | 1     |
| Total (13 nations) | Total (13 nations)  | 10   | 10   | 20     | 40    |

## Eksterne links
- 14. Europamesterskab i boksning